# Presliophytum
Presliophytum é um género de plantas com flores pertencentes à família Loasaceae.
A sua área de distribuição nativa vai do Peru ao noroeste da Argentina.
Espécies:
- Presliophytum arequipense Weigend
- Presliophytum heucherifolium (Killip) Weigend
- Presliophytum incanum (Graham) Weigend
- Presliophytum malesherbioides (Phil.) R.H.Acuña & Weigend
- Presliophytum sessiliflorum (Phil.) R.H.Acuña & Weigend